# Fuertes y castillos de Volta
Los fuertes y castillos de Volta son las fortificaciones y puestos avanzados construidos por los europeos (principalmente portugueses, neerlandeses y británicos) a lo largo de la Costa de Oro (actual Ghana) durante el período colonial.
Están localizados en la costa de Ghana, en las regiones de Volta, Gran Acra, Ghana Central y Ghana Occidental, entre Keta y Beyín. Forman una larga sucesión de fuertes y castillos construidos entre 1482 y 1786. Son el legado de las rutas comerciales que los portugueses crearon por todo el mundo en la época de los grandes descubrimientos marítimos.
Construidos por las potencias coloniales británica, neerlandesa, danesa y sueca. Cambiaron de manos frecuentemente durante su historia.
Once de estos edificios fueron declarados Patrimonio de la Humanidad por la Unesco en el año 1979.

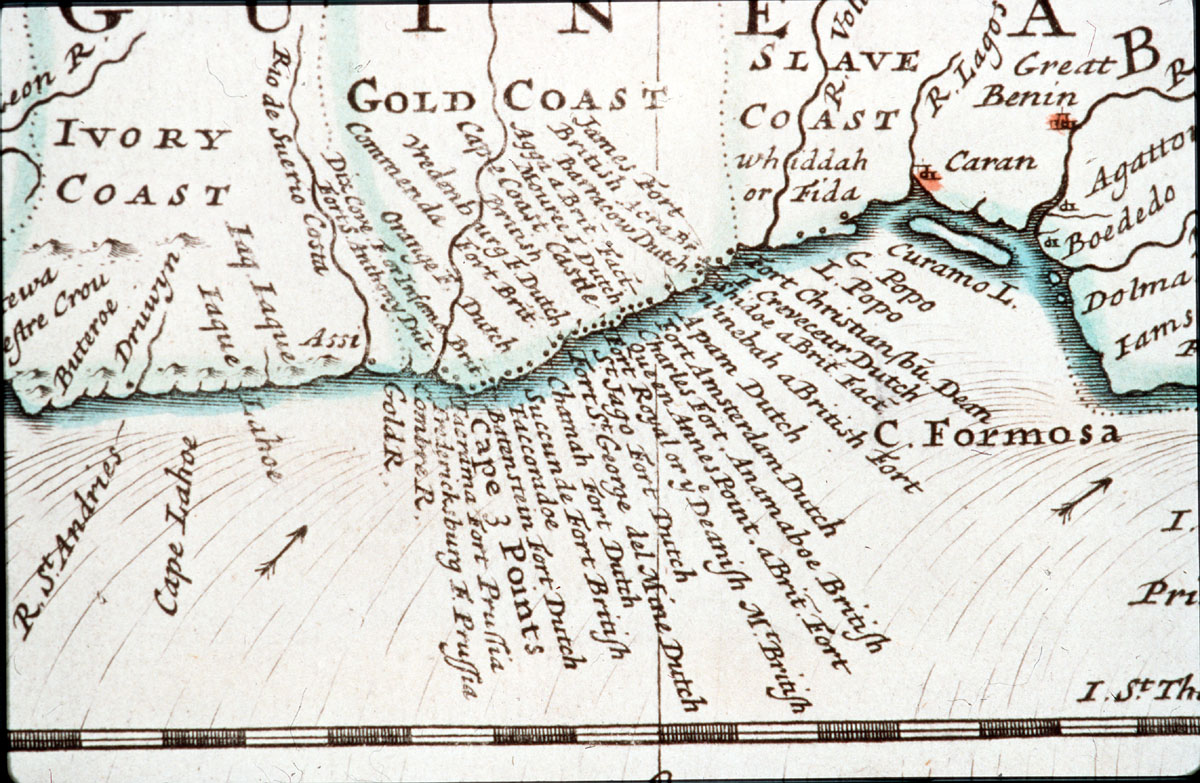
Mapa indicando la ubicación de los castillos.

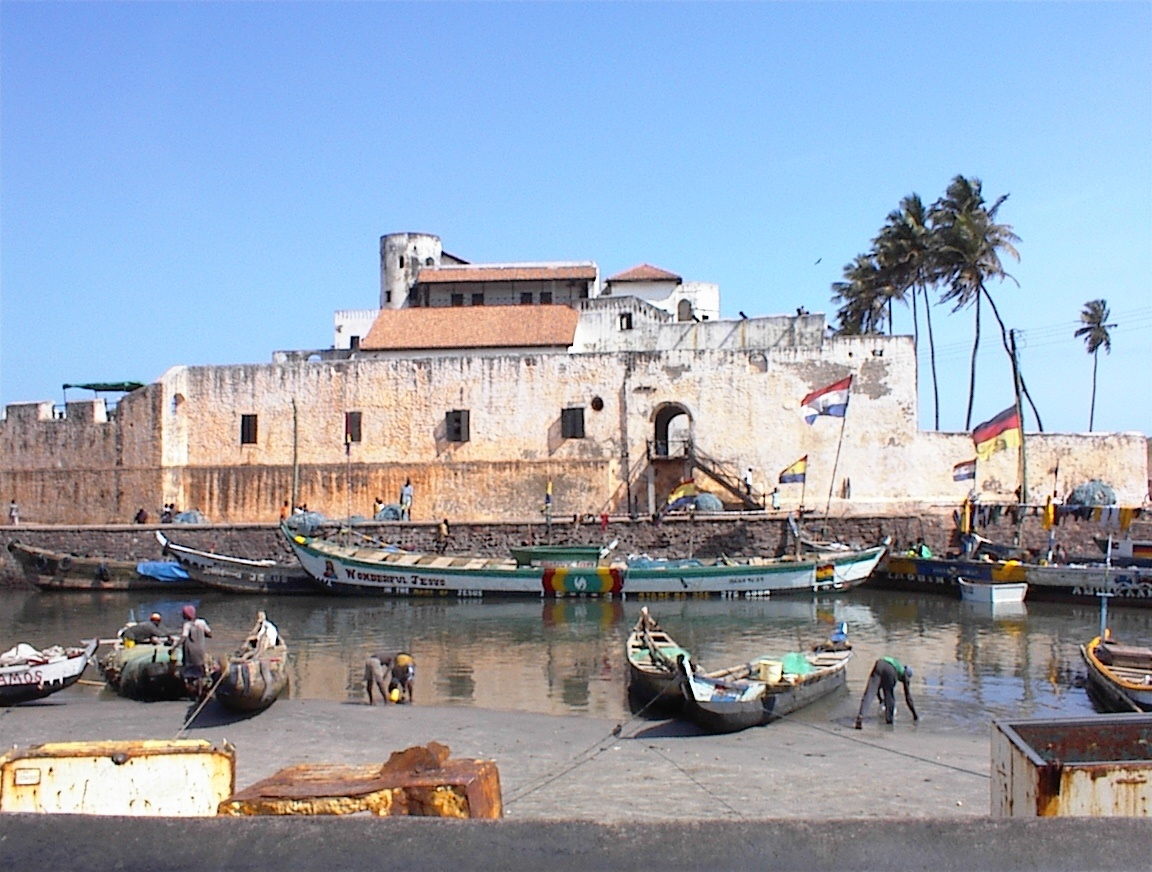
São Jorge da Mina en Elmina.

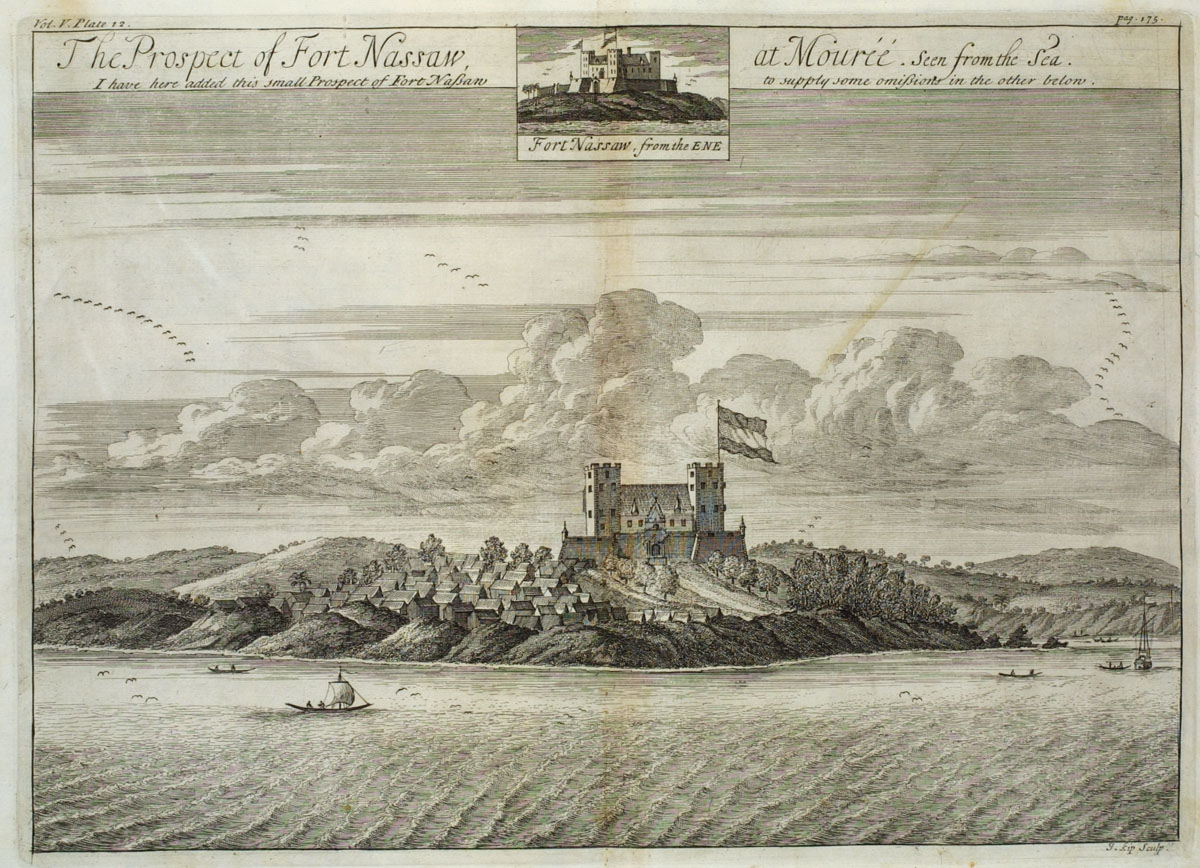
Fort Nassau.

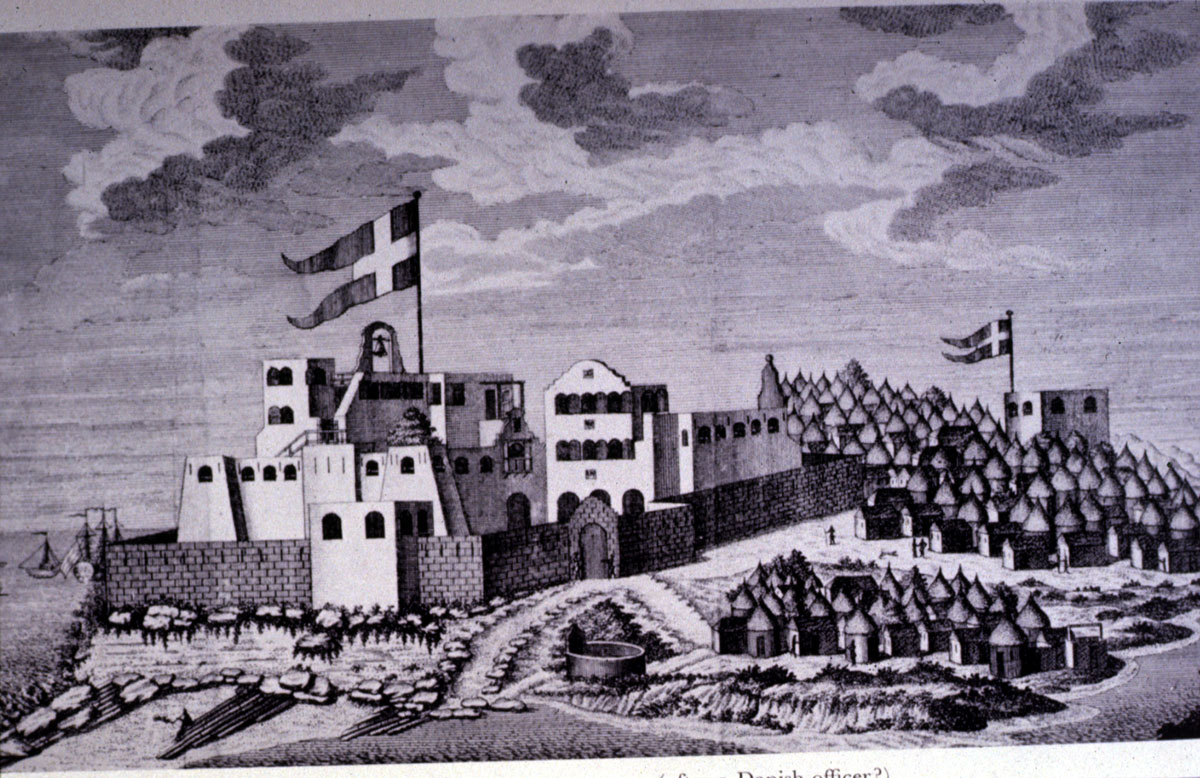
Castillo Christiansborg.

## Patrimonio de la Humanidad
| Código | Ubicación                    | Nombre                                       | Propósito |
| ------ | ---------------------------- | -------------------------------------------- | --- |
| 34-001 | Región Central, Senya Beraku | Fuerte Goedehoop o fuerte de Buena Esperanza | Fuerte neerlandés establecido en 1667. |
| 34-002 | Región Central, Cape Coast   | Castillo de la Costa del Cabo                | Construido como mansión por los neerlandeses en 1630 con base en una mansión abandonada construida por los portugueses. Reconstruido en 1780. Convertido en el Museo del Castillo de Coast. |
| 34-003 | Región Central, Apam         | Fuerte Leysaemheyt o fuerte Paciencia        | Construido por los neerlandeses en 1702. |
| 34-004 | Región Central, Kormantse    | Fuerte Ámsterdam                             | Puesto de comercio neerlandés, construido en 1598. Mansión neerlandesa de 1631. Fuerte reconstruido por los ingleses en 1645.                                                               |
| 34-005 | Región Central, Elmina       | Fuerte de Santiago (Conraadsburg)            | La capilla portuguesa data de 1558, convertida en mansión y torre de vigilancia. Fue restaurada en 1950.                                                                                    |
| 34-006 | Región Occidental, Butri     | Fuerte Batenstein                            | Fuerte sueco construido en 1652. El fuerte neerlandés data de 1656. |
| 34-007 | Región Occidental, Shama     | Fuerte de San Sebastián                      | Construido como mansión neerlandesa en 1526. El fuerte portugués se construyó en 1590. Restaurado en 1957.                                                                                  |
| 34-008 | Región Occidental, Dixcove   | Fuerte Cruz metálica (Metal Cross)           | Fuerte de la bahía. Construido en 1693 y restaurado entre 1954 y 1956. |
| 34-009 | Región Occidental, Komenda   | Fuerte Vrendenburg o fuerte inglés           | Puesto de comercio inglés de 1663. |
| 34-010 | Región Occidental, Axim      | Fuerte de San Antonio                        | Puesto de comercio, 1502. Destruido por el pueblo en 1514. El segundo fuerte fue construido por los portugueses en la ubicación actual en 1515.                                             |
| 34-011 | Región Central, Elmina       | Fuerte de San Jorge o fuerte Elmina          | Construido por los portugueses en 1482. Fue el primer fuerte de la costa dorada. Reformado en 1500.                                                                                         |

## Otros castillos
| Ubicación                        | Nombre                             | Propósito |
| -------------------------------- | ---------------------------------- | --- |
| Región Occidental, Ankobra       | Fuerte Elise Cartage               | Construido por los neerlandeses en 1702, actualmente sólo quedan las ruinas. |
| Región Occidental, Begin         | Fuerte Apología                    | Fuerte neerlandés, 1660. Fuerte británico construido entre 1750 y 1770. Recoonstruido entre 1962 y 1968. |
| Región Occidental, Princess town | Groot-Friedrichburg/Fuerte Holanda | Fuerte danés 1658, construido en 1683. |
| Región Occidental, Takrama       | Fuerte Sofia Louis                 | Construido por los Branderburgo en 1690, fuerte inglés de 1691. Actualmente sólo las bases están visibles. |
| Región Occidental, Akwida        | Fuerte Dorothy                     | Construido por los Branderburgo, 1685. Actualmente en ruinas. |
| Región Occidental, Sekondi       | Fuerte Orange                      | Construido por los neerlandeses en 1640. |
| Región Central, Elmina           | Torre de vigilancia                | Probablemente neerlandesa, de fecha de construcción desconocida, restaurada en 1960. |
| Alrededores de Cape Coast        | Fuerte Victoria                    | Construido por los británicos en 1702. |
| Alrededores de Cape Coast        | Fuerte William                     | Construido por los británicos en 1820. |
| Alrededores de Cape Coast        | Fuerte McCarthy                    | Construido por los británicos en 1822 |
| Alrededores de Cape Coast        | Fuerte Nassau                      | Fuerte neerlandés, 1598. Transformado en mansión neerlandesa. |
| Región Central, Anomabu          | Fuerte William                     | Construido por los neerlandeses en 1640. Restaurado en 1954. |
| Región Central, Amoku            |                                    | Fuerte francés construido en 1786. |
| Región Central, Tantum           |                                    | Fuerte inglés, ocupado de forma intermitente desde 1662. |
| Acra                             | Fuerte James                       | Probablemente una mansión portuguesa construida a mediados del siglo XVI. |
| Acra                             | Fuerte Crevecoer o fuerte Ussher   | Puesto neerlandés construido en 1642. |
| Acra                             | Castillo de Christianborg          | Casa portuguesa fortificada, data de 1652. Reconstruido y utilizado como residencia del gobernador británico de la Costa del Oro entre 1877 y 1957. Residencia del primer ministro de Ghana con el nombre de Casa del Gobernador. Casa presidencial de sede del gobierno. No abierto al público |
| Teshie                           | Fuerte Augustaborg                 | Fuerte neerlandés de 1740. |
| Prampram                         | Fuerte Vernon                      | Fuerte británico de 1740. |
| Ada                              | Fuerte Kongenstein                 | Puesto de negocios portugués del siglo XVI. |
| Keta                             | Fuerte Prinsenstein                | Posición danesa establecida en 1714. |